# Castro Daire (freguesia)
Castro Daire é uma freguesia portuguesa do município de Castro Daire com 32,53 km² de área e 4557 habitantes (censo de 2021), tendo, por isso, uma densidade populacional de 140,1 hab./km².

## Lugares
Arinho, Baltar, Braços, Custilhão, Farejinhas, Fareja, Folgosa, Lamelas, Mortolgos, Mosteiro, Santa Margarida, Vale de Matos e Vila Pouca.

## Demografia
A população registada nos censos foi:
| Distribuição da População por Grupos Etários | Distribuição da População por Grupos Etários | Distribuição da População por Grupos Etários | Distribuição da População por Grupos Etários | Distribuição da População por Grupos Etários |
| -------------------------------------------- | -------------------------------------------- | -------------------------------------------- | -------------------------------------------- | -------------------------------------------- |
| Ano                                          | 0-14 Anos                                    | 15-24 Anos                                   | 25-64 Anos                                   | > 65 Anos                                    |
| 2001                                         | 804                                          | 721                                          | 2272                                         | 781                                          |
| 2011                                         | 768                                          | 536                                          | 2448                                         | 922                                          |
| 2021                                         | 561                                          | 516                                          | 2331                                         | 1149                                         |

## Património

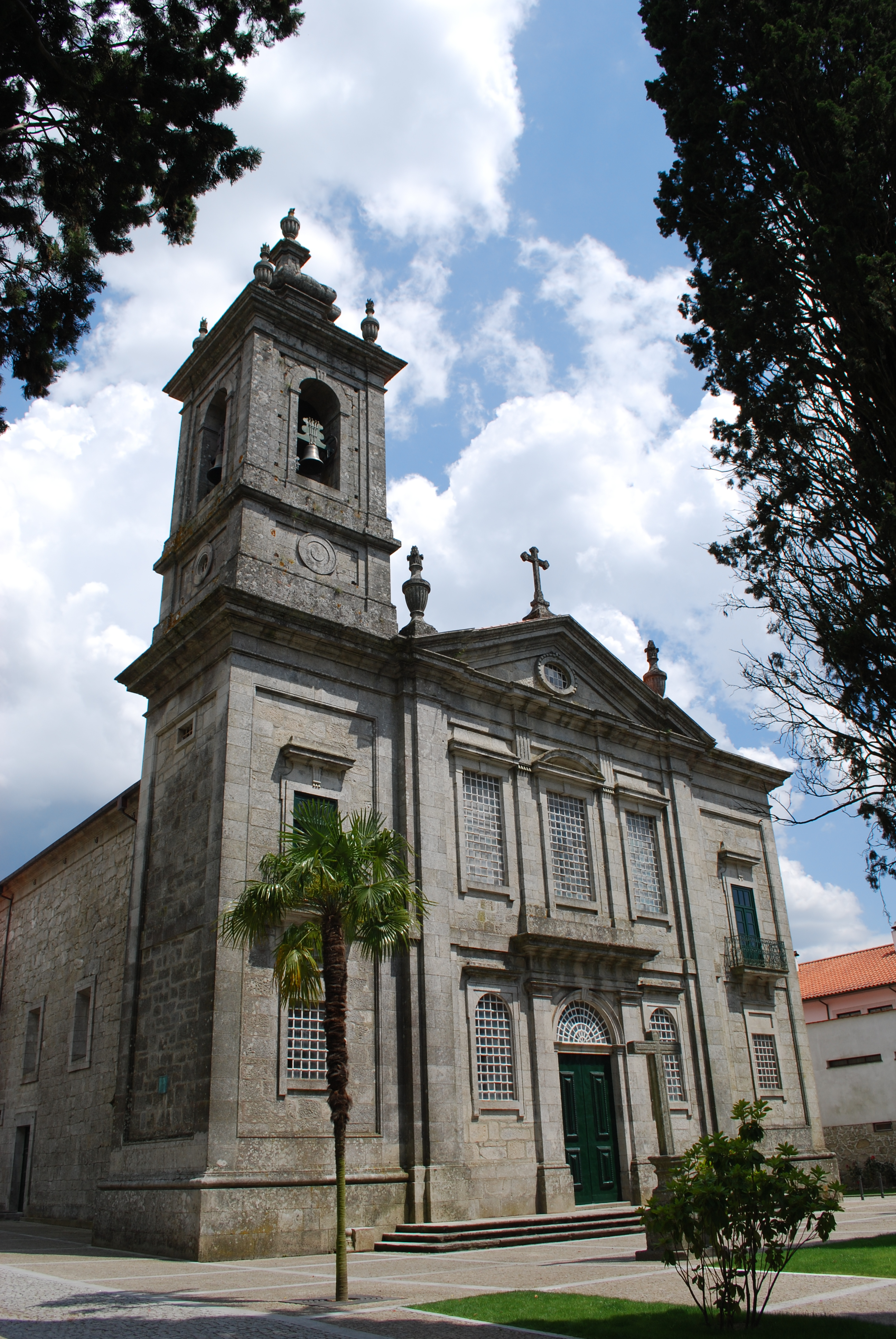
Igreja Matriz de Castro Daire

- Capela das Carrancas
- Casa da Cerca
- Igreja Matriz de Castro Daire
- Capela de São Sebastião
- Pelourinho de Castro Daire

## Presidentes da Junta
- Amaro Ferreira de Lemos (PS) - 2013 a 2017
- Augusto João da Silva Mendes Marcelino (PPD/PSD.CDS-PP) - 2017 à atualidade